# Montpelier (Dakota del Nord)
Montpelier è un comune (city) degli Stati Uniti d'America della contea di Stutsman nello Stato del Dakota del Nord. La popolazione era di 87 persone al censimento del 2010. Montpelier fu fondata nel 1885.

## Geografia fisica
Montpelier è situata a 46°41′59″N 98°35′15″W (46.699828, -98.587374).
Secondo lo United States Census Bureau, ha un'area totale di 0,18 miglia quadrate (0,47 km²).

## Società

### Evoluzione demografica
Secondo il censimento del 2010, c'erano 87 persone.

### Etnie e minoranze straniere
Secondo il censimento del 2010, la composizione etnica della città era formata dal 100,0% di bianchi.